# Mollinedia
Mollinedia es un género con 146 especies de plantas de flores perteneciente a la familia Monimiaceae.

## Especies seleccionadas
- Mollinedia acuminata F.Muell.
- Mollinedia acutissima Perkins
- Mollinedia angustata Lundell
- Mollinedia angustifolia F.M.Bailey
- Mollinedia aphanantha Perkins
- Mollinedia argyrogna Perkins
- Mollinedia argyrogyna Perkins
- Mollinedia blumenaviana Perkins
- Mollinedia boliviensis A.DC.
- Mollinedia brasiliensis Schott ex Tul.
- Mollinedia butleriana Standl.
- Mollinedia costaricensis Donn.Sm.
- Mollinedia dentata Glaz.
- Mollinedia engleriana Perkins
- Mollinedia estrellensis Tolm.
- Mollinedia gilgiana Perkins
- Mollinedia glabra (Spreng.) Perkins
- Mollinedia humboldtiana Aymard
- Mollinedia krukovii A.C.Sm.
- Mollinedia lamprophylla Perkins
- Mollinedia longicuspidata Perkins
- Mollinedia macrophylla (R.Cunn.) Tul.
- Mollinedia marquetiana Peixoto
- Mollinedia ruae L.O.Williams
- Mollinedia stenophylla, Perkins